# Boronia anomala
Boronia anomala är en vinruteväxtart som beskrevs av M. F. Duretto. Boronia anomala ingår i släktet Boronia och familjen vinruteväxter. Inga underarter finns listade i Catalogue of Life.